# Cratere Anders' Earthrise
Anders' Earthrise è un cratere lunare di 40,15 km situato nella parte sud-occidentale della faccia nascosta della Luna.